# Doug Mettome
Doug Mettome (Douglas Voll) (* 19. März 1925 in Salt Lake City; † 17. Februar 1964 ebenda) war ein US-amerikanischer Jazz-Trompeter  des Swing und des Modern Jazz.
Mettome lernte von 1930 bis 1936 zunächst Klavier und wechselte mit elf Jahren zur Trompete. Zunächst spielte er in Salt Lake City mit örtlichen Orchestern, auch mit einer eigenen 12-Mann-Band. Nach dem Militärdienst arbeitete er 1946/47 in der Band von Billy Eckstine, dann von 1948 bis 1952 bei Herbie Fields, 1949 bei Benny Goodman, 1951/52 bei Woody Herman, 1953 bei Tommy Dorsey, 1954 bei Pete Rugolo, dann bei Johnny Richards und erneut bei den Dorsey Brothers bis zum Ende der Band. Anfang der 1960er Jahre war Mettome in New York City tätig, 1963 mit eigenem Quartett. Er war außerdem an Schallplattenaufnahmen von Allen Eager, Jimmy Gourley, Urbie Green, Woody Herman, Sam Most, Chico O’Farrill, Nat Pierce beteiligt; als Mitglied des Orchesters von Neal Hefti begleitete er in den 1950er Jahren Charlie Parker bei dessen Bigband-Aufnahmen für Verve. 

## Lexikalische Einträge
- Carlo Bohländer, Karl Heinz Holler: Reclams Jazzführer (= Reclams Universalbibliothek. Nr. 10185). 2., revidierte und erweiterte Auflage. Reclam, Stuttgart 1977, ISBN 3-15-010185-9.
- Philippe Carles, André Clergeat, Jean-Louis Comolli: Le nouveau dictionnaire du jazz. Édition Robert Laffont, Paris 2011, ISBN 978-2-221-11592-3